# Federico Colinelli
Federico Colinelli (Latisana, 6 luglio 1914 – Bologna, 28 gennaio 1943) è stato un militare italiano insignito della medaglia d'oro al valor militare alla memoria nel corso della seconda guerra mondiale.

## Biografia
Nacque a Latisana il 6 luglio 1914, figlio di Primo e Evelina Pittoni. Cresce a Gorizia dove la famiglia si era trasferita subito dopo la Prima guerra mondiale. Dopo aver conseguito il diploma presso il Regio Liceo Ginnasio "Vittorio Emanuele III" nel 1933 si iscrive alla facoltà di ingegneria dell'università di Trieste. Il 3 ottobre 1935 inizia la guerra d'Etiopia e, assieme ai compagni, si offrì volontario.  Il 13 dicembre partì da Napoli con destinazione Mogadiscio, Somalia, inquadrato, su sua richiesta, come allievo ufficiale nel battaglione universitario "Curtatone e Montanara". Nonostante tentasse con impazienza di essere assegnato al battaglione alpini "Val Pusteria", rimase in Somalia in un accampamento di tende fino alla fine delle ostilità e prendere parte ai combattimenti. Ripartì per l’Italia nel giugno 1936, e con i gradi di ufficiale nel luglio successivo e assegnato al 9º Reggimento alpini venendo posto in congedo nel gennaio 1937. Riprese subito gli studi e si diede a compiere gite in montagna.
Nell'agosto 1941 è richiamato in servizio attivo nella 59ª Compagnia, battaglione alpini "Vicenza", 9º Reggimento alpini, di stanza dapprima a Tolmino e poi a Caporetto.
Nell'agosto 1942 con il grado di tenente partì per l'Unione Sovietica a seguito della 3ª Divisione alpina "Julia"; li ritrovò il fratello Attilio nel Gruppo artiglieria "Udine" nel percorrere a piedi i 250 km che, una volta scesi dai treni, li separano dal fiume Don. Il 30 dicembre, durante la seconda battaglia difensiva del Don, rimase gravemente ferito a Selenyj Jar nel corso di un contrattacco. Ricoverato prima a Rossoš', fu poi trasferito in treno in Italia, ricoverato presso l'ospedale militare di Bologna dove muore il 28 gennaio 1943 assistito dalla madre.
Gli viene conferita la medaglia d'oro al valor militare alla memoria.  Un'aula del liceo classico che aveva frequentato porta il suo nome.